# Balwyn
Balwyn ist ein Stadtteil der australischen Stadt Melbourne. Er befindet sich etwa zehn Kilometer östlich der Innenstadt.

## Geschichte
1841 kaufte Henry Elgar in der Gegend des heutigen Balwyn Land von der englischen Krone und verpachtete es an kleine Farmen. In den späten 1850er Jahren erwarb der Journalist Andrew Murray ein Grundstück im Gebiet und nannte sein Haus Balwyn („Haus des Weines“, nach gaelisch bal, „Haus“, und altsächsisch wyn, „Wein“). Das Haus befand sich auf dem Gelände der heutigen Fintona Girls’ School.
1868 wurde in Balwyn die erste Schule eröffnet, 1874 ein Postamt. 1891 wurde eine Eisenbahnverbindung nach Melbourne eingerichtet, die 1927 geschlossen wurde. Ab 1913 wurde Balwyn an das Straßenbahnnetz angeschlossen.